# Округ Хабард (Минесота)
Округ Хабард (енгл. Hubbard County) је округ у америчкој савезној држави Минесота.

## Демографија
По попису из 2010. године број становника је 20.428, што је 2.052 (11,2%) становника више него 2000. године.
| Група             | 2000.          | 2010.          |
| Белци             | 17.625 (95,9%) | 19.122 (93,6%) |
| Афроамериканци    | 32 (0,2%)      | 48 (0,2%)      |
| Азијати           | 50 (0,3%)      | 50 (0,2%)      |
| Хиспаноамериканци | 124 (0,7%)     | 327 (1,6%)     |
| Укупно            | 18.376         | 20.428         |